# گذرنامه گرنادایی
گذرنامهٔ گرنادایی یک مدرک سفر بین‌المللی است که توسط کشور گرنادا صادر می‌شود و بنا بر داده‌های سال ۲۰۲۳، دارندگان آن می‌توانستند به ۱۴۷ کشور دیگر بدون دریافت ویزا سفر کنند یا ویزا را در بدو ورود دریافت نمایند. این گذرنامه بر اساس رتبه‌بندی شاخص گذرنامهٔ هنلی در سال ۲۰۲۳ در رتبهٔ ۳۰ قرار داشت.